# Zante (Califòrnia)
Zante és una comunitat no incorporada a la vall de San Joaquin, dins del comtat de Tulare, al centre de Califòrnia. Zante es troba a 5,6 km (3,5 milles) al nord-nord-oest de Porterville. El poble rep el nom de la pansa de Corint (zante currants en anglès), una mena de pansa petita que es conrea a la zona.